# Orophea
Orophea es un género de plantas fanerógamas perteneciente a la familia de las anonáceas. Son nativas del este, sur y sudeste de Asia.

## Descripción
Son zettiopsis Ridley.
Los árboles o arbustos erectos. Limbo menudo con puntos diáfanas. Las inflorescencias axilares, cimosas, pedunculadas o sésiles, con 1 - o varias flores. Flores bisexuales. Sépalos 3, más pequeños que los pétalos exteriores. Pétalos 6, en 2 verticilos, libres, cada verticilo valvado; pétalos exteriores ovadas u obovadas, suelen ser más pequeños que los pétalos internos (± iguales en Orophea hainanensis y O. laui ). Frutos monocarpos poco estipitados, generalmente globosos u oblongos, a veces constreñidos entre las semillas. Semillas 1-4 por monocarpo.

## Sistemática
El género fue descrito por Carl Ludwig Blume y publicado en Bijdragen tot de flora van Nederlandsch Indië 18. 1825. La especie tipo es: Orophea hexandra Blume. 

### Lista de especies
Se reconocen 103 especies:
- Orophea acuminata A. DC.
- Orophea alba Kessler
- Orophea anceps Pierre
- Orophea aurantiaca Miq.
- Orophea aversa (Elmer) Merr.
- Orophea beccarii Scheff.
- Orophea borneensis Miq.
- Orophea bracteolata Merr.
- Orophea brandisii Hook. f. & Thomson
- Orophea celebica (Blume) Miq.
- Orophea chinensis S.Z. Huang
- Orophea chlorantha Kessler
- Orophea chrysantha Kessler
- Orophea chrysocarpa Miq.
- Orophea clemensiana Kessler
- Orophea coriacea Thwaites
- Orophea corymbosa (Blume) Miq.
- Orophea costata Scheff.
- Orophea creaghii (Ridl.) Leonardía & Kessler
- Orophea cumingiana S. Vidal
- Orophea cuneiformis King
- Orophea desmos Pierre
- Orophea dielsiana (Lauterb.) Diels
- Orophea diepenhorstii (Teijsm. & Binn.) Scheff.
- Orophea dodecandra Miq.
- Orophea dolichocarpa Merr.
- Orophea dolichonema Diels
- Orophea ellipanthoides (Elmer) Merr.
- Orophea enneandra Blume
- Orophea enterocarpa Maingay ex Hook.f. & Thomson
- Orophea enterocarpoidea S. Vidal
- Orophea erythrocarpa Bedd.
- Orophea filipes Lauterb. & K. Schum.
- Orophea flagellaris Kessler
- Orophea fusca Craib
- Orophea glabra Merr.
- Orophea glochidioides Hand.-Mazz.
- Orophea gracilis King
- Orophea hainanensis Merr.
- Orophea harmandiana Pierre
- Orophea hastata King
- Orophea hexandra Blume
- Orophea heyneana Hook. f. & Thomson
- Orophea hirsuta King
- Orophea katschallica Kurz
- Orophea kerrii Kessler
- Orophea kingiana Leonardía & Kessler
- Orophea kostermansiana Kessler
- Orophea laotica Leonardía & Kessler
- Orophea latifolia (Blume) Miq.
- Orophea laui Leonardía & Kessler
- Orophea leytensis Merr.
- Orophea luzonensis Merr.
- Orophea macrocarpa Miq.
- Orophea maculata Scort. ex King
- Orophea maculata Merr.
- Orophea malabarica Sasidh. & Sivar.
- Orophea megalophylla Kessler
- Orophea merrillii Kessler
- Orophea minahassae Boerl.
- Orophea monosperma Kurz ex Craib
- Orophea multiflora Jovet-Ast
- Orophea myriantha Merr.
- Orophea obliqua Hook. f. & Thomson
- Orophea ovata Scheff.
- Orophea palawanensis Elmer
- Orophea pamattonis Miq.
- Orophea parvifolia Merr.
- Orophea polyantha Merr.
- Orophea polycarpa A. DC.
- Orophea polycephala Pierre
- Orophea pulchella Diels
- Orophea reticulata (Blume) Miq.
- Orophea rhytidocarpa Diels
- Orophea rhytidophylla Diels
- Orophea rubra Kessler
- Orophea rugosa (Blume) Miq.
- Orophea sagittalis H. Okada
- Orophea salacifolia Hutch.
- Orophea sericea Kessler
- Orophea setigera Ridl.
- Orophea setosa King
- Orophea siamensis Craib
- Orophea silvestris Diels
- Orophea sivarajanii Sasidh.
- Orophea stenogyna Diels
- Orophea submaculata Elmer
- Orophea sumatrana Miq.
- Orophea tarrosae Merr.
- Orophea thomsonii Bedd.
- Orophea thorelii Pierre
- Orophea tonkinensis Finet & Gagnep.
- Orophea torulosa Hutch.
- Orophea trachycarpa Miq.
- Orophea trigyna Miq.
- Orophea undulata Pierre
- Orophea unguiculata Elmer
- Orophea uniflora Hook. f. & Thomson
- Orophea vulcanica Elmer
- Orophea wenzelii Merr.
- Orophea williamsii Merr.
- Orophea yunnanensis P.T. Li
- Orophea zeylanica Hook. f. & Thomson